# NGC 6153
NGC 6153是位於南天星座天蠍座的一個行星狀星雲。英國天文學家羅夫·科普蘭在1883年發現了它。這個星雲用孔徑小到 80 mm（3.1英寸）就能看見，但豐富的銀河系背景可能會使其難以找到。它的視星等為10.6，角直徑跨度為30″。
這是一個大致對稱的雙極星雲，膨脹速度為12.7 to 17.3 km/s。它包括一些結、細絲，可能還有雙層殼結構。NGC 6153屬於Peimbert I型，表明它富含氦和氮，其前身是一顆薄盤恆星。1986年對恆星光譜的分析表明，這是一個不尋常的星雲。星雲中幾乎所有的元素，尤其是氮、氖、硫和氬，都過量了。在某些情况下，其豐度高於其它任何星雲。有人提出，這種差異是由於星雲中的冷、富含金屬、缺氫的結構造成的。
對「蓋亞」數據的分析表明，中心恆星可能是一個聯星系統。聯星系統可以解釋豐度差異。在冷卻軌跡上，白矮星可能會經歷最後的熱脈衝，導致恆星膨脹成一顆燃燒氦氣的巨星，其演化軌跡與早期恆星幾乎相同。

## 進階讀物
- Gómez-Llanos, V.;  et al. . Astronomy & Astrophysics. September 2024, 689. id. A228. Bibcode:2024A&A...689A.228G. arXiv:2407.06385 . doi:10.1051/0004-6361/202450822.
- Richer, Michael G.;  et al. . The Astronomical Journal. December 2022, 164 (6). id. 243. Bibcode:2022AJ....164..243R. arXiv:2210.05085 . doi:10.3847/1538-3881/ac9732 .
- Liu, X. -W.;  et al. . Monthly Notices of the Royal Astronomical Society. March 2000, 312 (3): 585–628. Bibcode:2000MNRAS.312..585L. doi:10.1046/j.1365-8711.2000.03167.x .
- Liu, X. -W. . Astrophysics and Space Science. 1998, 255 (1/2): 499–505. Bibcode:1998Ap&SS.255..499L. doi:10.1023/A:1001515704001.

## 外部連結
- 维基共享资源上的相關多媒體資源：NGC 6153
- . SIMBAD. 斯特拉斯堡天文資料中心.   [2013-09-06].